# Петічень
Петічень (рум. Peticeni) — село у Калараському районі Молдови. Утворює окрему комуну.

## Населення
За даними перепису населення 2004 року у селі проживали 1211 осіб.
Національний склад населення села:
| Національність       | Кількість осіб | Відсоток   |
| -------------------- | -------------- | ---------- |
| молдавани румуни     | 1185 16        | 97,9% 1,3% |
| українці             | 4              | 0,3%       |
| росіяни              | 2              | 0,2%       |
| інша / без відповіді | 4              | 0,3%       |
| Всього               | 1211           | 100%       |